# Rimouski
Rimouski är en stad (kommun av typen ville) och tätort (centre de population) i provinsen Québec i Kanada. Den ligger i regionen Bas-Saint-Laurent, i den östra delen av landet, 600 km nordost om huvudstaden Ottawa. Antalet invånare vid folkräkningen 2021 var 48 935 i kommunen och 38 708 i tätorten.
Staden utvidgades 1967 med socknarna Saint-Germain-de-Rimouski och Notre-Dame-du-Sacré-Cœur samt bykommunen Nazareth, 2002 med staden Pointe-au-Père, bykommunen Rimouski-Est, kommunen Mont-Lebel samt socknarna Sainte-Blandine och Sainte-Odile-sur-Rimouski, och 2009 med kommunen Le Bic.